# Uqiyya
La uqiyya (in arabo ﻭﻗﻴـة‎?) era un'antica unità preislamica e islamica di peso, corrispondente nel VI-VII secolo a circa 23 grammi.
Poteva essere quindi usata come riferimento monetario tanto per l'argento quanto per l'oro.
Più tardi tali misure mutarono. In Egitto, ad esempio, la uqiyya equivaleva nel XX secolo a 37 grammi, in Siria addirittura a 320 grammi, in Libano a 214 grammi e nella Palestina araba a 240 grammi.
La parola proverrebbe all'arabo dal vocabolo greco "oncia" (ουγκιά).